# Guipronvel
Guipronvel är en kommun i departementet Finistère i regionen Bretagne i västra Frankrike. Kommunen ligger i kantonen Saint-Renan som tillhör arrondissementet Brest. År 2018 hade Guipronvel 802 invånare.

## Befolkningsutveckling
Antalet invånare i kommunen Guipronvel
Referens:INSEE